# Meritxell Negre
Meritxell Negre, coneguda senzillament com a Txell, (Barcelona, 17 de febrer de 1971 - 21 de gener de 2020) fou una cantautora catalana.
Va ser la cantant principal a l'Orquestra del Club Sutton a Barcelona i va ser subcampiona al programa de televisió "El Trampolin" de Telecinco. El 1996 va signar un contracte de publicació i producció amb EMI Publishing, Inc. Va gravar el seu primer àlbum en solitari el 2004, "The Meritxell Project". L'àlbum, que té el mateix títol que la seva banda d'aleshores, va ser co-escrit i produït amb el baixista i productor Gary Grainger. El CD de l'àlbum incorpora a les balades llatines i de jazz, una àmplia barreja urbana bilingüe de R&B.